# Fiat 409
Le Fiat 409 est un châssis pour autobus urbain de type "midibus" destiné aux carrossiers spécialisés pour les sociétés de transports municipales (ATM) qui ne trouvaient pas dans la gamme originelle Fiat des véhicules adaptés à leurs besoins. Il était aussi fréquent que les régies fassent travailler des carrossiers locaux qui utilisaient les châssis Fiat Bus.
En Italie, jusqu'à l'unification des dimensions des véhicules de transport urbain imposée par l'Europe, la norme établissait que la dimension des autobus et autocars standard était de 11 mètres, les courts de 8,5 mètres.
Ce châssis pour autobus urbain a été disponible en deux séries :
- la 1re , en version châssis court "409", à partir de 1962, destinée aux carrossiers italiens pour des autobus urbains de 8,50 mètres avec une capacité de 69 passagers (assis et debout). Le poids total en charge ne pouvait dépasser 14 tonnes. Le moteur était un Fiat 220H, moteur spécial autobus, plat placé sous le plancher à l'avant du véhicule, 6 cylindres de 9.161 cm3 développant 153 Ch DIN.
- la 2de, en version châssis court 409A et standard "409AU", à partir de 1972, pour tous carrossiers italiens et étrangers. Les autobus de 11,5 à 12 mètres avaient une capacité d'environ 90 passagers (assis et debout). Le moteur était un Fiat 8200 de 9.819 cm3 de cylindrée développant 194 ch DIN,

Nombre de carrossiers italiens mais aussi étrangers ont utilisé ce châssis dont les principaux sont De Simon Bus et Menarini Bus. Le belge Van Hool a également utilisé ce châssis pour son autobus Van Hool Fiat 409.

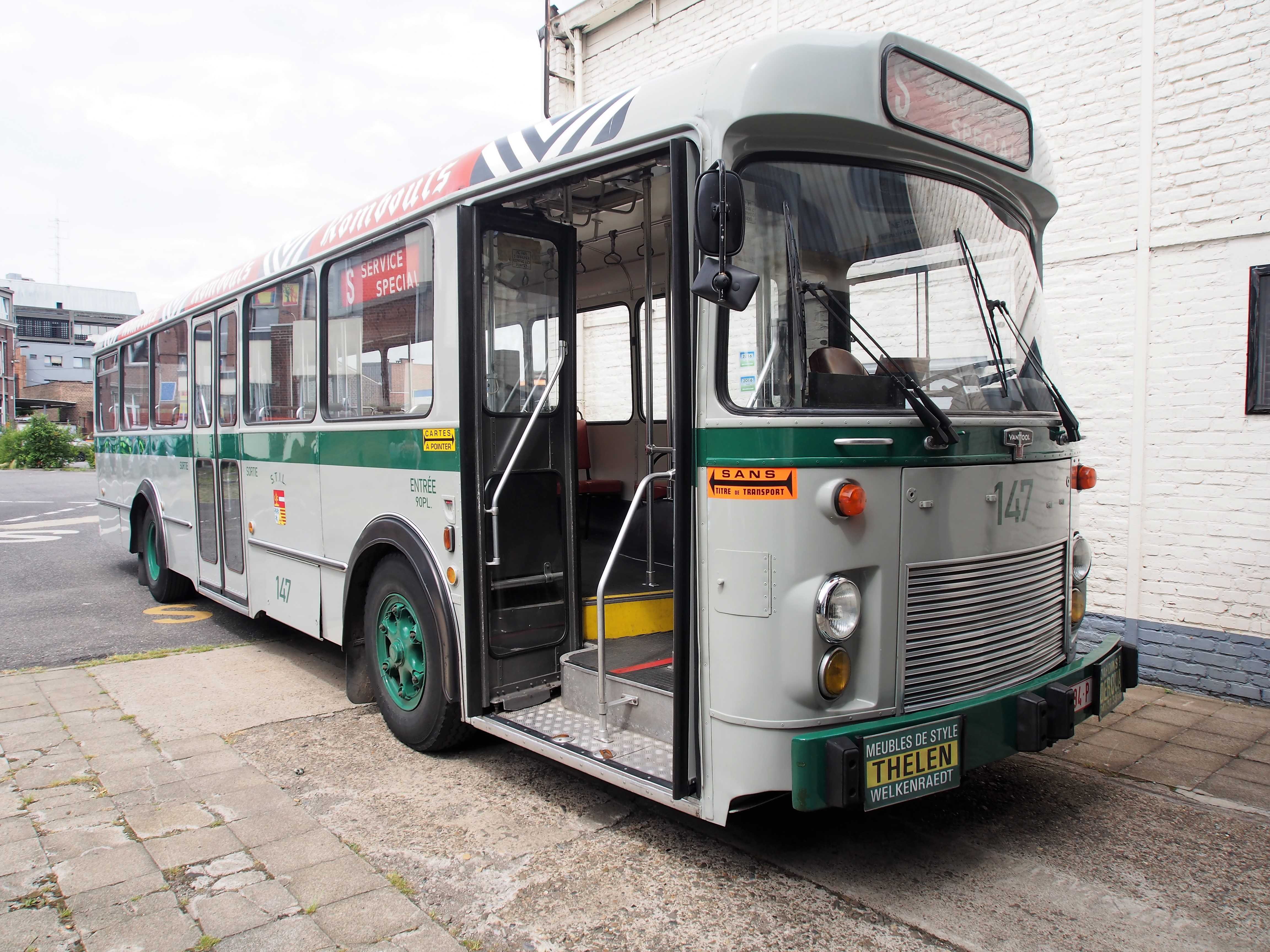
Un exemplaire du Van Hool-Fiat 409AU9 de 1972 au Musée Des transports de Liège